# Grallaria flavotincta
Grallaria flavotincta е вид птица от семейство Grallariidae.

## Разпространение
Видът е разпространен в Еквадор и Колумбия.